# Irish League 1950-1951
L'Irish League 1950-1951 è stata la 50ª edizione della prima divisione del campionato nordirlandese di calcio.
Il campionato era formato da dodici squadre e il Glentoran vinse il titolo. Non vi furono retrocessioni.

## Classifica finale
| Pos. | Squadra          | G  | V  | N | P  | GF | GS | Punti |
| ---- | ---------------- | -- | -- | - | -- | -- | -- | ----- |
| 1    | Glentoran        | 22 | 18 | 2 | 2  | 66 | 21 | 38    |
| 2    | Linfield         | 22 | 15 | 4 | 3  | 57 | 24 | 34    |
| 3    | Glenavon         | 22 | 14 | 3 | 5  | 58 | 31 | 31    |
| 4    | Coleraine        | 22 | 13 | 2 | 7  | 55 | 35 | 28    |
| 5    | Portadown        | 22 | 12 | 1 | 9  | 55 | 35 | 25    |
| 6    | Distillery       | 22 | 9  | 4 | 9  | 45 | 44 | 22    |
| 7    | Crusaders        | 22 | 8  | 5 | 9  | 42 | 51 | 21    |
| 8    | Cliftonville     | 22 | 7  | 2 | 13 | 42 | 60 | 16    |
| 9    | Derry City       | 22 | 6  | 4 | 12 | 27 | 50 | 16    |
| 10   | Ballymena United | 22 | 5  | 4 | 13 | 30 | 54 | 14    |
| 11   | Bangor           | 22 | 4  | 3 | 15 | 28 | 62 | 11    |
| 12   | Ards             | 22 | 3  | 2 | 17 | 28 | 66 | 8     |

G = Partite giocate; V = Vittorie; N = Nulle/Pareggi; P = Perse; GF = Goal fatti; GS = Goal subiti; 